# Inékar
Inékar est une commune rurale malienne, chef-lieu de cercle dans la région de Ménaka.

## Géographie
La localité de Inékar est située à 98 km, à l'est du chef-lieu régional Ménaka. La commune traversée par la vallée fossile de l'Azaouak, est frontalière du Niger à l'est.
|           | Tin-Essako |       |
| Tidermène | Inékar     | Niger |
|           | Alata      |       |

## Histoire
La localité devient chef-lieu de cercle en 2018, dans la région de Ménaka créée en 2012. Le cercle de Inékar est composé en 2018 de 4 communes : Inékar, Inlamawane (Fanfi), Tadriante et Tissouakh.

## Villages
La commune s'étend sur 12 localités relevées lors du recensement général de 2009. 
Les villages les plus peuplés sont :
- Inékar (1 148 habitants)
- Kel Ayok (864 habitants)
- Tafinzifs (695 habitants)